# Lidia Elsa Satragno

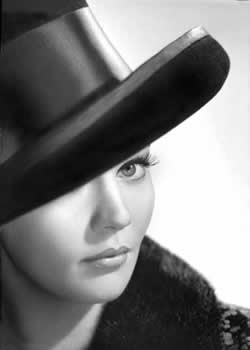
Pinky vào năm 1964, được chụp bởi Annemarie Heinrich.

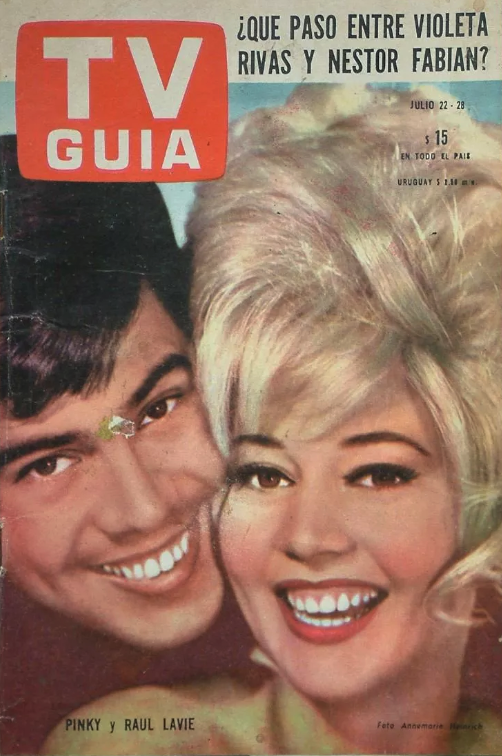
Pinky và chồng Raúl Lavié, 1964

Lidia Elsa Satragno (sinh ngày 11 tháng 11 năm 1935) là một nghệ sĩ giải trí và chính trị gia ở Argentina, nơi cô được biết đến với cái tên Pinky.

## Tiểu sử
Lidia Elsa Satragno được sinh ra ở vùng ngoại ô phía tây thành phố Buenos Aires của San Justo vào năm 1935. Cô đã ra mắt trên truyền hình Argentina trong một quảng cáo giấm năm 1956 và đến năm 1957, xuất hiện trên 22 quảng cáo truyền hình vào bất kỳ ngày nào. Thành công này đã dẫn đến chương trình trò chuyện của riêng cô trên Truyền hình Công cộng Argentina, Buenos Días Pinky, trong thời gian đó, cô được mời làm khách mời danh dự của Thủ tướng Đức Konrad Adenauer. Chương trình cũng đã được đổi tên cho nhà biên kịch của nó, María Elena Walsh, và đã giúp mở đường cho phụ nữ trong truyền hình Argentina, nói chung. Cast Time ghi nhận thời gian mảnh Giám đốc Leopoldo Torre Nilsson ở La Caida (The Fall) vào năm 1959, năm 1961, cô được mời làm người cùng dẫn chương trình tin tức với Bernardo Neustadt Nosotros 's (Us), trở thành người phụ nữ Argentina đầu tiên trên truyền hình có được vinh dự này. Đồng tổ chức Incomunicados với Neustadt vào năm 1963, chương trình trở nên đáng nhớ cho một cuộc phỏng vấn được tổ chức với Arturo Frondizi, lần đầu tiên được cựu Tổng thống trên truyền hình Argentina cấp. Công việc của cô với Neustadt và giới thiệu về thế giới chính trị đã dẫn đến tình bạn của cô với một chiến lược gia trẻ tuổi của UCR, Rodolfo Terragno, mối quan hệ mà cô duy trì cho đến ngày nay.
Pinky đã dẫn và cùng dẫn một số chương trình trò chuyện và chương trình tạp kỹ khác trong những năm 1960 và 1970, thành công nhất trong số đó là Femaleísima, El pueblo quiere saber (People Want to know), Pinky y la noticia (Pinky and News) và La década del '60. Cô cũng dành thời gian cho các dự án khác, do các đạo diễn người Argentina và Mexico chọn vào một số vai diễn trong những năm 1960. Một trong những khách mời phỏng vấn của cô vào năm 1962, một nhân vật đang lên trong tango người Argentina tên Raúl Lavié, gần đây đã ly thân và nhanh chóng phát triển mối quan hệ với người nữ tiếp viên hàng không; Hai người đã kết hôn vào năm 1965.
Tận hưởng sự nghiệp xuất sắc, cô sớm được biết đến với cái tên "Bà Truyền hình" ở Argentina, mặc dù cuộc sống riêng tư của cô bước vào giai đoạn khó khăn. Cô và Lavié có hai con trai, nhưng nhanh chóng ly thân và đoàn tụ một số lần trước khi chia tay vào năm 1974, điều mà Pinky đã quy cho sự không chung thủy từ phía anh. Cô được chẩn đoán mắc bệnh ung thư vú vào năm 1970, nhưng đã hồi phục vài năm sau đó. Pinky là một trong những ngôi sao có mặt để khánh thành truyền hình màu Argentina vào năm 1978 nhưng nhanh chóng không được ủng hộ với chế độ độc tài thịnh hành, tuy nhiên, sau khi đồng ý phỏng vấn Norma Aleandro, một nữ diễn viên nổi tiếng và bất đồng chính kiến. Điều này khiến cô quay sang sân khấu nhà hát sôi động của Argentina, nơi cô chấp nhận vai chính trong các sản phẩm địa phương của Two Women, The Vagina Monologues và The Prisoner of Second Avenue, trong số những người khác. Pinky cũng đã sản xuất một chương trình  thuyết trình thành công ở Buenos Aires về Annie.